# アルビス・オヘイダ
アルビス・エンリケ・オヘイダ（Alvis Enrique Ojeda, 1983年9月23日 - ）は、ベネズエラ出身の元プロ野球選手（投手）。右投右打。NPBでは育成選手であった。

## 経歴

### プロ入りとドジャース傘下時代
2001年2月にアマチュアFAでロサンゼルス・ドジャースと契約。
2001年はルーキー級のベネズエラン・サマーリーグ・ドジャースでプロデビューし、2002年には同じくルーキー級のドミニカン・サマーリーグ・ドジャースで12試合に登板し、7勝4敗、防御率1.79、72奪三振を挙げた。
2003年はルーキー級ガルフ・コーストリーグ・ドジャースで主にリリーフとして21試合、44.2回に登板し、4勝0敗、防御率1.81、WHIP1.10と好成績を残した。特にシーズン最後の17イニングを無失点、最後の5イニングは無安打に抑え込んだ。
2004年はA級コロンバス・キャットフィッシュに昇格し、リリーフで7勝1敗、先発で1勝1敗の成績を収めた。
2005年はA+級ベロビーチ・ドジャースで28試合（うち先発2）に登板し、5勝1敗、防御率3.36という成績だった。
2006年はAA級ジャクソンビル・サンズで30試合に登板し、7勝3敗、防御率2.95という成績だった。
2007年もAA級ジャクソンビルで26試合に登板し、4勝7敗、防御率5.65の数字を残した。10月29日にFAとなった。

### 阪神タイガース時代
2008年2月に来日し、阪神タイガースの春季キャンプにアーロム・バルディリスとともにテスト生として参加。身体能力の高さを買われて育成選手として契約した。背番号は122。
ウエスタン・リーグではリリーフとして12試合に登板し防御率1.45と好投していたが、左手首の故障などにより6月10日を最後に実戦登板の機会はなく、7月23日に球団から契約を解除された。
この年のオフに母国ベネズエラのウィンターリーグであるリーガ・ベネソラーナ・デ・ベイスボル・プロフェシオナルでプレーしたのを最後に引退した。 球種はスライダー、フォーク、チェンジアップ、ツーシーム

## 詳細情報

### 年度別投手成績
- 一軍公式戦出場なし

### 背番号
- 122 （2008年）